# Smołowata plamistość klonu
Smołowata plamistość klonu lub czarna plamistość klonu – grzybowa choroba klonów wywołana przez grzyb łuszczeniec klonowy (Rhytisma acerinum), dawniej zwany czerniakiem klonowym.

## Objawy
W czerwcu lub lipcu na liściach klonu pojawiają się blade, chlorotyczne plamki. Znajduje się w nich rozrastająca się grzybnia łuszczeńca klonowego. Początkowo plamy są niewielkie, stopniowo jednak rozrastają się i żółkną. W ich środku pojawiają się czarne punkty. Te również stopniowo rozrastają się i zlewają z sobą, aż utworzą jednolitą smołowatoczarną plamę otoczoną żółtą obwódką. Plamy mają średnicę 1–5 cm. Na jednym liściu może być jedna lub wiele takich plam. Czasami sąsiednie plamy zlewają się z sobą. Środek plam początkowo jest gładki, ale później pojawiają się na nich drobne pryszczykowate utwory. To pyknidia, w których powstają pykniospory. Później brzeżna część plam ulega pomarszczeniu – to objaw powstawania owocników typu apotecjów, w których płciowo powstają askospory. Wkrótce po powstaniu apotecjów liście opadają, ale rozwój apotecjów odbywa się w nich nadal. Na wiosnę wysypują się z nich askospory pokryte warstwą śluzu. Są roznoszone przez prądy powietrza. Za pomocą śluzu przyklejają się do liści klonu dokonując infekcji pierwotnej. Następuje to w okresie pękania pąków i rozwijania się młodych liści. Okres zakażenia jest długi, apotecja dojrzewają bowiem stopniowo przez długi czas, a zarodniki wysypują się z nich tylko podczas wilgotnej pogody.

## Szkodliwość i zwalczanie
Choroba nie prowadzi do śmierci drzew, powoduje jednak zmniejszenie użytkowej powierzchni liścia ograniczając jego zdolność do fotosyntezy. To z kolei powoduje słabszy przyrost drzewa. Ma też znaczenie estetyczne. Atakuje drzewa w każdym wieku, gospodarcze znaczenie ma głównie w szkółkach, w których uprawiane są sadzonki klonów.
Rozwój choroby można chemicznie ograniczyć przez opryskiwanie preparatami miedziowymi i zawierającymi ditiokarbaminian. W Polsce ochrony chemicznej przed chorobą nie prowadzi się. Można jednak ograniczyć rozprzestrzenianie się choroby i nasilenie jej objawów przez mechaniczne wygrabianie i palenie zarażonych liści.

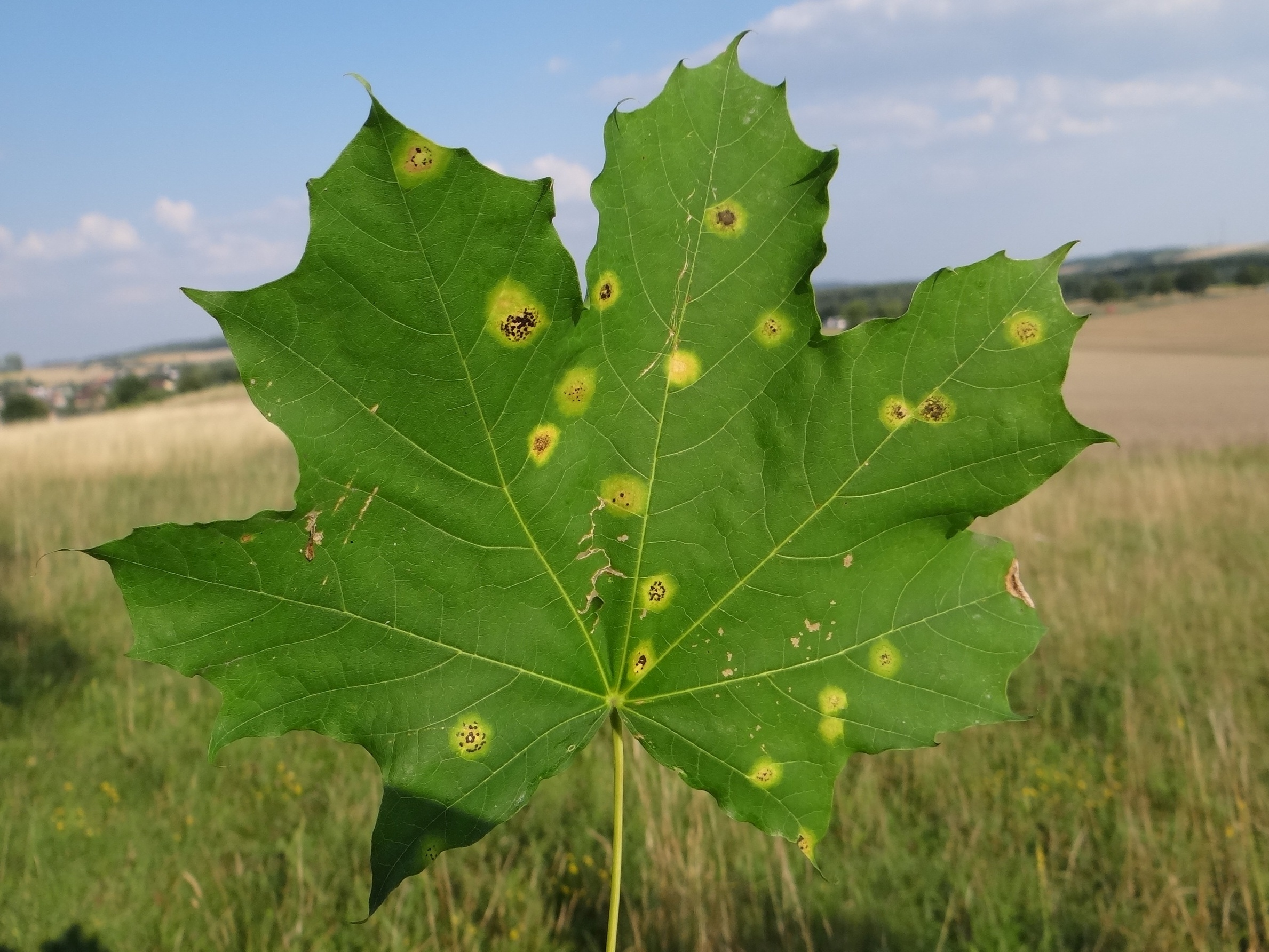
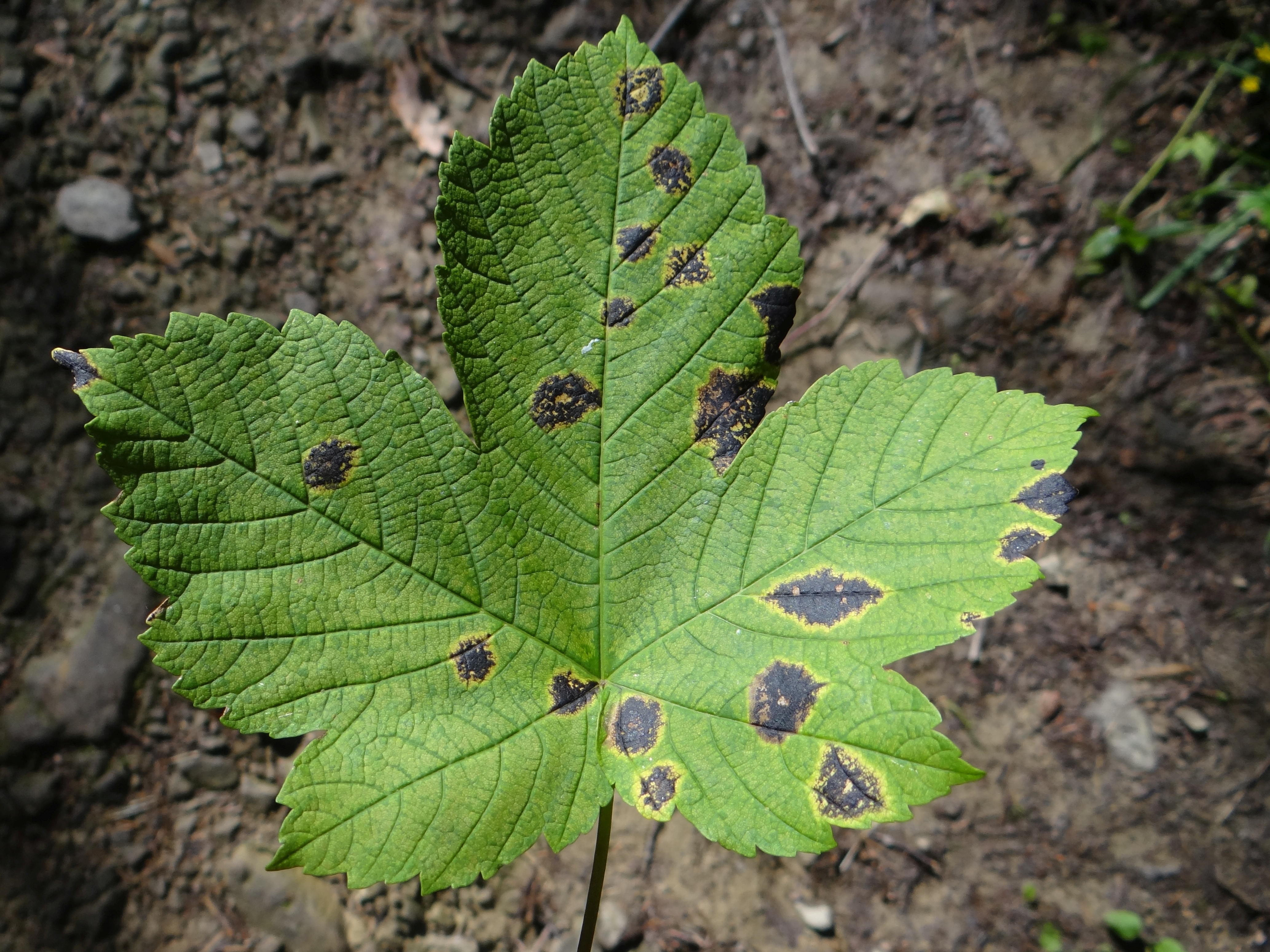
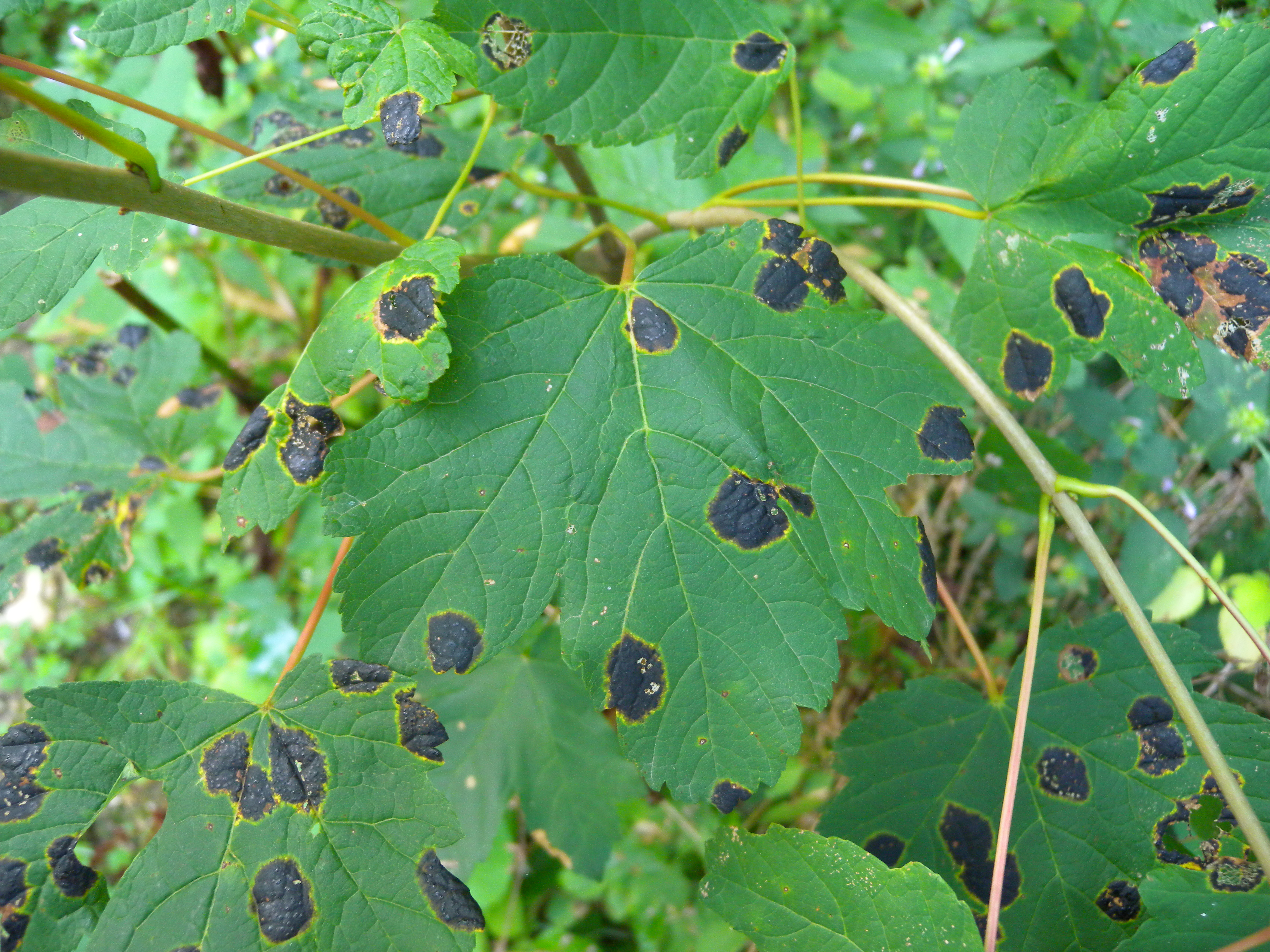
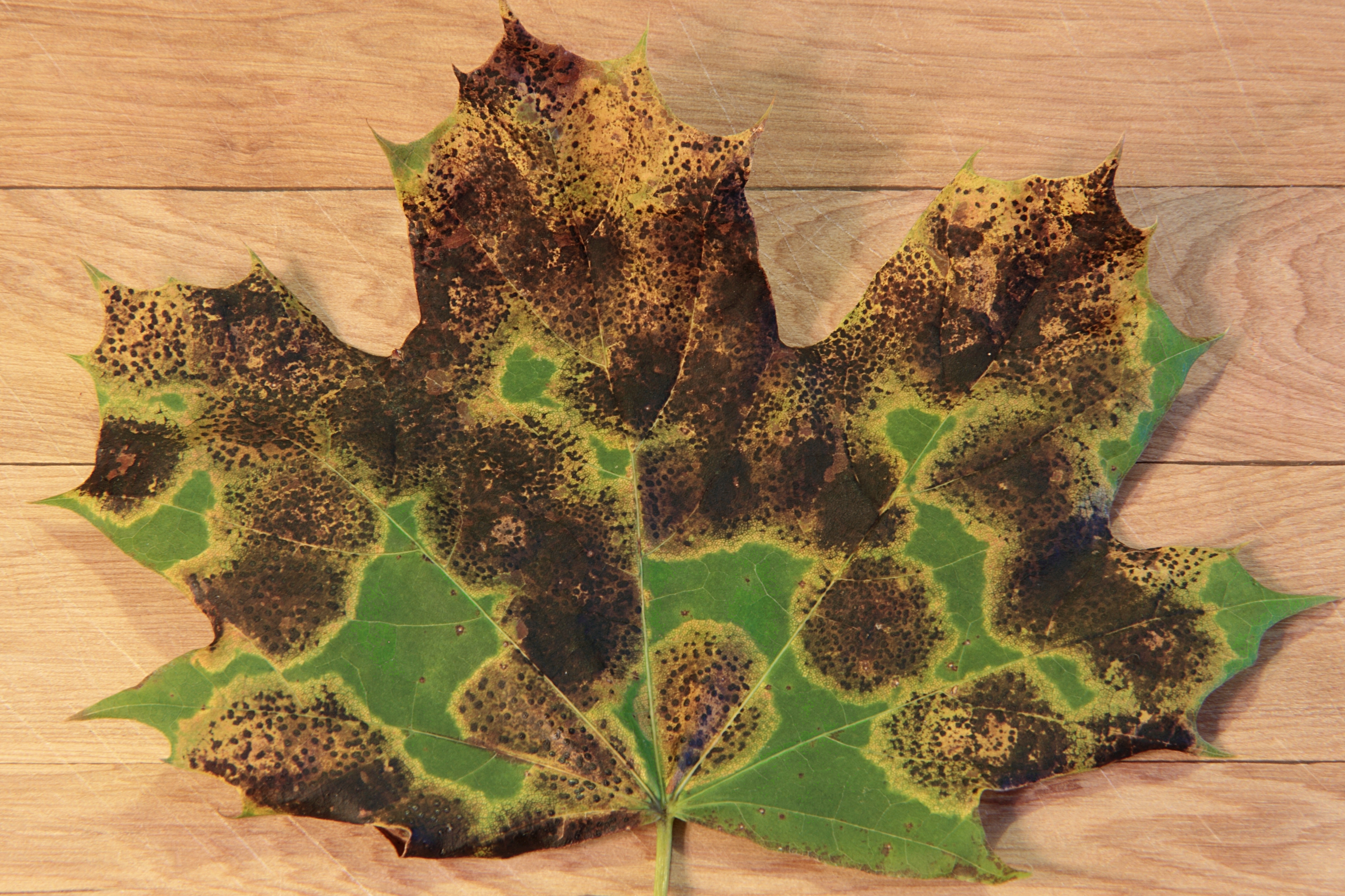